# Taxi (label jamaïcain)
Pour les articles homonymes, voir Taxi (homonymie).
Vous pouvez partager vos connaissances en l’améliorant (comment ?) selon les recommandations des projets correspondants.
Taxi Records, ou simplement Taxi, est un label discographique jamaïcain de reggae.

## Histoire
Taxi est fondé à la fin des années 1970 en tant que label discographique solo de Sly du groupe Sly and Robbie. Tous les artistes et groupes de reggae des années 1970 sont produits par le label : Gregory Isaacs, The Wailing Souls, Dennis Brown, Junior Delgado, Sugar Minott.
En 2019, le label sort sa compilation Reggae Masterpieces.